# HVC in het seizoen 1962/63
Het seizoen 1962/1963 was het negende jaar in het bestaan van de Amersfoortse betaaldvoetbalclub HVC. De club kwam uit in de Tweede divisie B en eindigde daarin op de derde plaats. De beslissingswedstrijd tegen N.E.C. voor een plek in de promotiecompetitie werd gewonnen met 2–1. na de promotiecompetitie van drie wedstrijden was het gelijk geëindigd met BVV. In een onderling duel werd gestreden voor de promotieplaats. Het duel ging met 2–1 verloren. Tevens deed de club mee aan het toernooi om de KNVB beker, hierin werd de club in de tweede ronde uitgeschakeld door Sittardia (0–2).

## Wedstrijdstatistieken

### Tweede divisie B
|       | Baronie | BVV   | D.F.C. | EDO   | 't Gooi | Haarlem | Helmondia '55 | Hermes DVS | Hilversum | LONGA | NOAD  | PEC   | RCH   | SVV   | Wilhelmina | Xerxes |
| ----- | ------- | ----- | ------ | ----- | ------- | ------- | ------------- | ---------- | --------- | ----- | ----- | ----- | ----- | ----- | ---------- | ------ |
| Thuis | 4 – 0   | 0 – 0 | 4 – 0  | 2 – 0 | 1 – 0   | 1 – 2   | 0 – 1         | 1 – 0      | 2 – 3     | 2 – 1 | 6 – 1 | 6 – 0 | 3 – 2 | 4 – 2 | 6 – 0      | 5 – 3  |
| Uit   | 1 – 1   | 4 – 0 | 2 – 0  | 2 – 0 | 2 – 0   | 2 – 2   | 1 – 3         | 0 – 1      | 1 – 1     | 3 – 6 | 2 – 0 | 3 – 4 | 1 – 2 | 1 – 1 | 0 – 0      | 2 – 4  |

### Beslissingswedstrijd
| Beslissingswedstrijd                                                                                     | HVC                                 | 2 – 1 (1 – 0) | N.E.C.            |
| 19 juni 1963 Plaats: Wageningen Wageningse Berg Toeschouwers: 11.000 Scheidsrechter: Andries van Leeuwen | Bennie Marcus 20' Theo Surstedt 69' |               | 75' Hans Verhagen |

### Promotiecompetitie
| Speelronde 1                                                                                       | BVV                                                     | 2 – 0 (0 – 0) | HVC               |
| 26 juni 1963 Plaats: 's-Hertogenbosch De Vliert Toeschouwers: 11.000                               | Jan Gösgens 25' Bert Harmse 88'                         |               |                   |
| Speelronde 2                                                                                       | HVC                                                     | 2 – 1 (2 – 0) | Haarlem           |
| 30 juni 1963 Plaats: Amersfoort Birkhoven Toeschouwers: 9.000 Scheidsrechter: Henk van der Veer    | Hans van Eeden 70' Bennie Marcus 71'                    |               | 13' Fred Jaski    |
| Speelronde 3                                                                                       | HVC                                                     | 3 – 1 (2 – 0) | AGOVV             |
| 3 juli 1963 Plaats: Wageningen De Wageningse Berg Toeschouwers: 13.000 Scheidsrechter: Piet Roomer | Ruud Maas 3' (pen.) Nol Heijerman 30' Bennie Marcus 87' |               | 50' Freek Kraijer |

#### Beslissingswedstrijd
| Beslissingswedstrijd                                                                             | BVV                           | 2 – 1 (1 – 1, 1 – 0) Na verlenging | HVC                |
| 7 juli 1963 Plaats: Utrecht Galgenwaard Toeschouwers: 20.000 Scheidsrechter: Andries van Leeuwen | Wim Wisse 12' Jan Gösgens 94' |                                    | 80' Hans van Eeden |

### KNVB beker
| 1e ronde                                             | Zwartemeer                          | 0 – 2 (0 – 1) | HVC                                   |
| 13 oktober 1962 Plaats: Klazienaveen Mr. Ovingstraat | Theo Surstedt 22' Jan Nederhand 88' |               |                                       |
| 2e ronde                                             | HVC                                 | 0 – 2 (0 – 2) | Sittardia                             |
| 16 december 1962 Plaats: Amersfoort Birkhoven        |                                     |               | 14' Jan Wolfs 19' Cor de Meulemeester |

## Statistieken HVC 1962/1963

### Eindstand HVC in de Nederlandse Tweede divisie B 1962 / 1963
| Stand | Gespeeld | Gewonnen | Gelijk | Verloren | Punten | Doelpunten voor | Doelpunten tegen |
| ----- | -------- | -------- | ------ | -------- | ------ | --------------- | ---------------- |
| 3e    | 32       | 18       | 6      | 8        | 42     | 72              | 42               |

### Topscorers
| #              | Naam                        | Goal |
| -------------- | --------------------------- | ---- |
| 1.             | Cees Houtveen               | 19   |
| 2.             | Bennie Marcus               | 18   |
| 3.             | Ruud Maas                   | 8    |
| 3.             | Theo Surstedt               | 8    |
| 5.             | Nol Heijerman               | 5    |
| 5.             | Jan Nederhand               | 5    |
| 7.             | Hans van Empelen            | 2    |
| 8.             | Piet Dielissen              | 1    |
| 8.             | Hans van Eeden              | 1    |
| Eigen doelpunt |                             |      |
| –              | Hennie van der Kreeft (PEC) | 1    |
| Totaal         | Totaal                      | 72   |

| #      | Naam          | Goal |
| ------ | ------------- | ---- |
| 1.     | Bennie Marcus | 1    |
| 1.     | Theo Surstedt | 1    |
| Totaal | Totaal        | 2    |

| #      | Naam           | Goal |
| ------ | -------------- | ---- |
| 1.     | Bennie Marcus  | 2    |
| 2.     | Hans van Eeden | 1    |
| 2.     | Nol Heijerman  | 1    |
| 2.     | Ruud Maas      | 1    |
| Totaal | Totaal         | 5    |

| #      | Naam           | Goal |
| ------ | -------------- | ---- |
| 1.     | Hans van Eeden | 1    |
| Totaal | Totaal         | 1    |

| #      | Naam          | Goal |
| ------ | ------------- | ---- |
| 1.     | Jan Nederhand | 1    |
| 1.     | Theo Surstedt | 1    |
| Totaal | Totaal        | 2    |